# برنهارد روسی
برنهارد روسی (انگلیسی: Bernhard Russi؛ زادهٔ ۲۰ اوت ۱۹۴۸) اسکی‌باز آلپاین اهل سوئیس بود.